# Lärmstange
Die Lärmstange ist ein 2686 m ü. A. hoher Berg in den Zillertaler Alpen im österreichischen Bundesland Tirol. Er liegt etwas abseits in der Nähe zum Skigebiet in Hintertux.

## Klettern
Der Normalanstieg erfolgt aus der Kasererscharte zuerst Richtung Osten und dann über ein Schuttfeld in nordöstlicher Richtung zum Gipfel.
Das Klettern ist an der Nordkante der Lärmstange möglich, die Besteigung trägt den Schwierigkeitsgrad 4+ und dauert 1,5 Stunden. Durch die überhängende Ostwand führt eine Route im Schwierigkeitsgrad VII+/VIII-, die 1982 von Darshano L. Rieser und Paul Koller erstbegangen wurde.

## Seilbahnen
Östlich der Lärmstange führt die 1978 erbaute Doppelsesselbahn Lärmstange des Skigebiets in Hintertux vorbei.